# Kamalganj Upazila
Kamalganj es una upazila de Distrito de Maulvi Bazar.

## Geografía
Kamalganj es una upazila de Distrito de Maulvi Bazar de Sylhet División. Kamalganj limita al norte con Maulvibazar Sadar Upazila y Rajnagar Upazila, al sur con Tripura (India), al este con Kulaura Upazila y Assam (India) y al oeste con Sreemangal Upazila.
- Datos: Q3346021
- Multimedia: Kamalganj Upazila / Q3346021